# 埃迪尼厄勒莱布洛涅
埃迪尼厄勒-莱布洛涅（法語：Hesdigneul-lès-Boulogne，法語發音：[ediɲœl lɛ bulɔɲ]，意为“布洛涅附近的埃迪尼厄勒”）是法国上法蘭西大區加来海峡省的一个市镇，属于滨海布洛涅区。

## 地理
埃迪尼厄勒-莱布洛涅（50°39'33"N, 1°40'10"E）面积3.32 平方千米，位于法国上法蘭西大區加来海峡省，该省份为法国北部沿海省份，西北濒北海，南至索姆省，东临北部省。
与埃迪尼厄勒-莱布洛涅接壤的市镇（或旧市镇、城区）包括：伊斯克、韦尔兰克坦、卡尔利、孔代特、埃丹拉贝。
埃迪尼厄勒-莱布洛涅的时区为UTC+01:00、UTC+02:00（夏令时）。

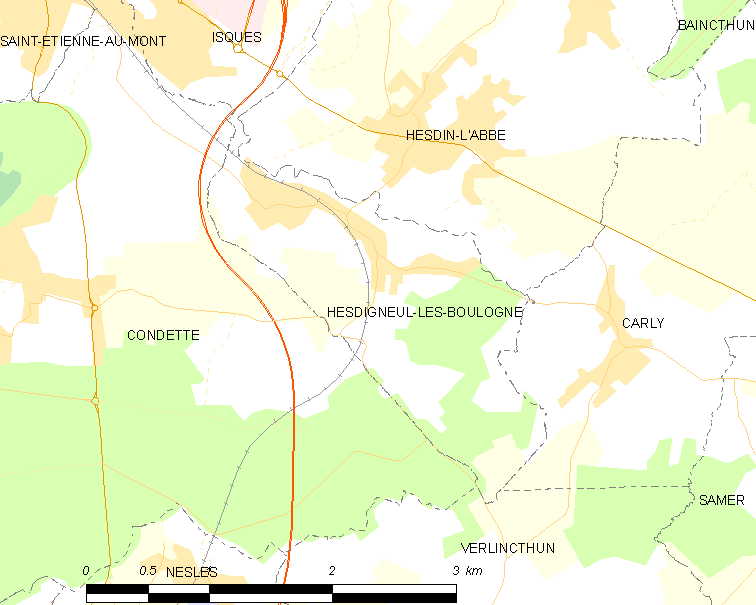
埃迪尼厄勒-莱布洛涅的OSM定位图

## 行政
埃迪尼厄勒-莱布洛涅的邮政编码为62360，INSEE市镇编码为62446。

## 政治
埃迪尼厄勒-莱布洛涅所属的省级选区为乌特罗县。

## 人口

1962-2008年间埃迪尼厄勒-莱布洛涅人口变化图示

埃迪尼厄勒-莱布洛涅于2022年1月1日时的人口数量为835人。